# Isabella Castillo
Isabella Castillo Díaz (L'Avana, 23 dicembre 1994) è un'attrice teatrale, attrice e cantante cubana naturalizzata statunitense, famosa soprattutto per la telenovela Grachi, nella quale ha interpretato la protagonista, Graciela "Grachi" Alonso.

## Biografia
Isabella Castillo nasce il 23 dicembre 1994 a L'Avana, Cuba, ed è figlia della cantante Delia Díaz de Villegas e del batterista José Castillo; ha una sorella maggiore, Giselle, pianista e insegnante di musica. Nel 1997, all'età di 3 anni, scappa da Cuba con la famiglia, nascondendosi per breve tempo in Belize, per poi raggiungere alcuni mesi dopo Miami, in Florida, dove vive. All'età di cinque anni fa il suo debutto come cantante partecipando a un concerto della madre e, da quel momento, prende lezioni di ballo e canto, studiando poi musica alla Musical Procenter e vincendo per quattro volte il Grand Prize alla Youth Fair della Florida International University. Il 26 marzo 2005 vince il primo premio nella categoria dei cantanti bambini più promettenti durante lo USA World Showcase che si tiene al MGM Grand di Las Vegas e il 15 luglio sale sul palco del Manuel Artime Theater di Miami nel musical Fantasía en Disney; partecipa anche alla gara Best New Talent a Los Angeles e al concerto offerto dall'ambasciata israeliana per i residenti degli Stati Uniti di origini cubane.
Nel 2007 ottiene il riconoscimento Magnet Oustanding Performance alla South Miami Middle Community School e viene invitata a onorare Shimon Peres, neoeletto presidente dello stato di Israele. Sempre nel 2007, durante una vacanza in Spagna, viene convinta dal produttore della madre, Óscar Gómez, a prendere parte all'audizione a Madrid per il musical El diario de Ana Frank - Un canto a la vida e comincia un corso intensivo di recitazione con l'attrice cubana Lili Rentería; trasferitasi in Spagna con i genitori, dopo tre turni di provini ottiene la parte principale: per il ruolo deve anche correggere il suo accento spagnolo, passando da quello cubano a quello castellano. Il musical, che apre il 28 febbraio 2008, le fa vincere il premio Gran Vía come Miglior giovane rivelazione.
Ritornata negli Stati Uniti d'America, nel 2009 comincia la sua carriera di attrice nella telenovela prodotta da Telemundo El fantasma de Elena, nella quale interpreta la diciassettenne Andrea Girón; registra anche le cover in inglese e in spagnolo del brano Reflection di Christina Aguilera, dal film d'animazione Mulan, che vengono rese pubbliche soltanto a gennaio 2014. A dicembre 2010 viene scelta per interpretare il ruolo di Grachi, protagonista della nuova e omonima telenovela del canale latinoamericano Nickelodeon, che inizia a essere trasmessa il 2 maggio 2011. Grachi ha un grande successo, tanto da venire esportata anche all'estero ed essere rinnovata per altre due stagioni. Un musical interpretato dal cast della serie, Grachi - El show en vivo, gira per i teatri di Messico e Argentina durante il 2012. Grazie alla parte di Grachi, tra il 2011 e il 2013 Isabella Castillo viene più volte candidata ai premi di Attrice preferita, Rivelazione televisiva e Personaggio preferito ai Kids' Choice Awards México, Kids' Choice Awards Argentina e Meus Prêmios Nick, a volte vincendo. Consegue inoltre il titolo di Migliore artista latinoamericana ai Nickelodeon Kids' Choice Awards, introdotto per la prima volta nel 2012, che vince anche l'anno successivo.
Il 21 febbraio 2013 firma con Warner Music Latina per il suo primo album da solista, Soñar no cuesta nada, il cui singolo di debutto omonimo viene diffuso nelle radio il 18 marzo. Dopo l'uscita dell'album il 23 aprile 2013, inizia un tour promozionale per l'America Latina, che si conclude a fine agosto in Argentina. Nel frattempo, il 16 luglio si esibisce durante il concerto Exa Frozt a Monterrey e il 6 agosto registra a Buenos Aires il videoclip di Esta canción. A ottobre vince il premio di Artista o gruppo latino preferito ai Kids' Choice Awards Argentina e a dicembre riceve tre nomination ai Premios TKM, di cui una per l'album di debutto e una per il secondo singolo, Esta canción. Due i progetti che nel corso dell'anno non vanno in porto: un tour di concerti previsto per ottobre e la partecipazione, nel ruolo di María, al revival messicano del 2014 del musical Hoy no me puedo levantar. Nella seconda metà di gennaio 2014, mentre prepara le canzoni per un nuovo album, si trasferisce per tre mesi a Los Angeles. Il 1º settembre 2014 viene pubblicato il duetto Que duermas conmigo con il cantante Patricio Arellano, facente parte del terzo album di quest'ultimo, Romeo, e il 26 settembre sfila durante l'evento di moda Fashion for Her per la collezione "Ixoye" della stilista boliviana Rosita Hurtado; in seguito fa da modella anche per la collezione "Jardín de ensueños".
Il 21 ottobre 2014 viene annunciato il ritorno di Castillo in televisione nella telenovela Tierra de reyes, che viene trasmessa dal 2 dicembre al 27 luglio 2015: nel serial interpreta il doppio ruolo di Alma Gallardo e Verónica Saldívar, cantando anche il brano Lo que siento por ti. Ad agosto entra nel cast della telenovela ¿Quién es quién?, secondo adattamento del serial cileno del 2001 Amores de mercado, la cui messa in onda inizia a ottobre. Intanto, Castillo torna in teatro al fianco di Daniella Macias nella commedia di Araceli Álvarez de Sotomayor Tacones enanos, sotto la direzione di Lilo Vilaplana; lo spettacolo, in lingua spagnola, viene rappresentato al Micro Theater di Miami dal 9 dicembre 2015 al 10 gennaio 2016.
Il 14 marzo 2016 presenta il red carpet dei Nickelodeon Kids' Choice Awards insieme all'attore Roger González. Il 30 agosto viene annunciato il ritorno dell'attrice sugli schermi di Telemundo nella seconda parte della seconda stagione della telenovela giovanile Io sono Franky, in un ruolo differente rispetto a quelli interpretati in precedenza: Castillo, infatti, dà il volto a Luz, un'androide cattiva arrivata a complicare la vita dei due protagonisti. Per la serie canta il brano Luz, con parole e musiche di Juan Galeano, pubblicato il 17 ottobre 2016, una settimana prima della messa in onda della nuova stagione.
Nel 2017, Castillo canta All Izz Well per il film 3 idiotas, mentre, il 24 maggio, entra nel cast della nuova serie giovanile Vikki cuori in pista, ambientata nel mondo del karting. Nel 2018, l'attrice ottiene il ruolo della narcotrafficante Diana Ahumada nella sesta stagione di El señor de los cielos ed entra nel cast di Club 57, trasmessa l'anno successivo. Nel 2020 è conduttrice della webserie in 12 episodi Mientras estás en Casa con Isabella Castillo, nella quale riprende il ruolo di Rox di Vikki cuori in pista e presenta dei tutorial.

### Vita privata
In un'intervista con People en Español dell'aprile 2019, Isabella Castillo annunciò di essersi fidanzata con l'attore cileno Matías Novoa, conosciuto sul set della sesta stagione di El señor de los cielos, con il quale formava ufficialmente una coppia dal settembre precedente. Castillo e Novoa si sposarono con una cerimonia civile il 10 maggio 2019. Il 31 ottobre 2021 annunciarono il divorzio.

## Filmografia
- El fantasma de Elena – serial TV, 117 episodi (2010-2011)
- Grachi – serial TV, 205 episodi (2011-2013)
- Tierra de reyes – serial TV, 135 episodi (2014-2015)
- ¿Quién es quién? – serial TV, 86 episodi (2015-2016)
- Io sono Franky (Yo soy Franky) – serial TV, 41 episodi (2016-2017)
- Vikki cuori in pista (Vikki RPM) – serial TV, 59 episodi (2017)
- Milagros de Navidad – serie TV, 1 episodio (2017)
- El señor de los cielos – serial TV (2018)
- Il detenuto (El recluso) – serie TV, 12 episodi (2018)
- Club 57 – serial TV (2019-2021)
- Mientras estás en Casa con Isabella Castillo – webserie (2020)
- Malverde: el santo patrón – serie TV (2021)
- Sed de venganza - serial TV (2024)

## Discografia

### Album in studio
- 2013 – Soñar no cuesta nada

### Singoli
- 2013 – Alma En Dos
- 2013 – Me Enamoré
- 2013 – Soñar no cuesta nada
- 2013 – Esta Canción

### Collaborazioni
- 2014 – Que duermas conmigo (Patricio Arellano feat. Isabella Castillo)
- 2015 – Cómo Quisiera (Danna Paola feat. Isabella Castillo)
- 2020 – Solo El Amor Nos Salva (Alain Pérez feat. Isabella Castillo)
- 2021 – Tears of Blood (Descemer Bueno, Maykel Osorbo e Isabella Castillo)[52][53]

### Colonne sonore
- 2008 – El diario de Ana Frank - Un canto a la vida
- 2011 – Grachi - La vida es maravillosamente mágica
- 2012 – Grachi - La vida es maravillosamente mágica Volumen 2
- 2017 – Vikki RPM
- 2019 – Club 57

### Videoclip
- 2011 – Grachi
- 2011 – Tú eres para mí
- 2012 – Magia
- 2012 – Amor de película
- 2013 – Soñar no cuesta nada
- 2013 – Esta canción
- 2016 – Pillowtalk - Work (Mashup), con Johann Vera
- 2016 – Luz

## Teatro
- Fantasía en Disney, Manuel Artime Theater di Miami (2005)
- El diario de Ana Frank - Un canto a la vida, regia di Daniel Garcìa Chavéz. Teatro Calderón di Madrid (2008)
- Grachi - El show en vivo, di Alejandro Gou Boy, regia di Alejandro Gou Boy. Teatro Metropólitan di Città del Messico (2012)
- Tacones enanos, di Araceli Álvarez de Sotomayor, regia di Lilo Vilaplana. Micro Theater di Miami (2015)

## Premi e riconoscimenti
- Premio Gran Vía[5]
  - 2009 – Miglior giovane rivelazione per El diario de Ana Frank - Un canto a la vida
- Kids' Choice Awards México
  - 2011 – Personaggio femminile preferito di una serie per Grachi[54]
  - 2012 – Candidatura Attrice preferita per Grachi[55][56]
  - 2013 – Candidatura Attrice preferita per Grachi[57][58]
  - 2013 – Candidatura Solista latina preferita[57][58]
  - 2017 – Attrice preferita per Io sono Franky
- Kids' Choice Awards Argentina
  - 2011 – Candidatura Rivelazione televisiva per Grachi[59][60]
  - 2012 – Attrice preferita per Grachi[61][62]
  - 2013 – Artista o gruppo latino preferito[63][64]
  - 2017 – Cattiva preferita per Io sono Franky
  - 2017 – Candidatura Ragazza trendy per Io sono Franky
  - 2017 – Ship Nick (con Leo Deluglio) per Vikki cuori in pista
- Nickelodeon Kids' Choice Awards
  - 2012 – Miglior artista latinoamericana per Grachi[4]
  - 2013 – Miglior artista latinoamericana per Grachi[17]
- Meus Prêmios Nick[65]
  - 2012 – Attrice preferita per Grachi
  - 2012 – Personaggio televisivo preferito per Grachi
- Premios TKM[66][67]
  - 2013 – Candidatura Cantante femminile TKM
  - 2013 – Candidatura Disco TKM per Soñar no cuesta nada
  - 2013 – Candidatura Canzone TKM per Esta canción
- Kids' Choice Awards Colombia
  - 2017 – Cattiva preferita per Io sono Franky

## Doppiatrici italiane
Nelle versioni in italiano delle opere in cui ha recitato, Isabella Castillo è stata doppiata da:
- Chiara Oliviero in Grachi,[68] Io sono Franky,[69] Club 57[70]